# Lingwulong

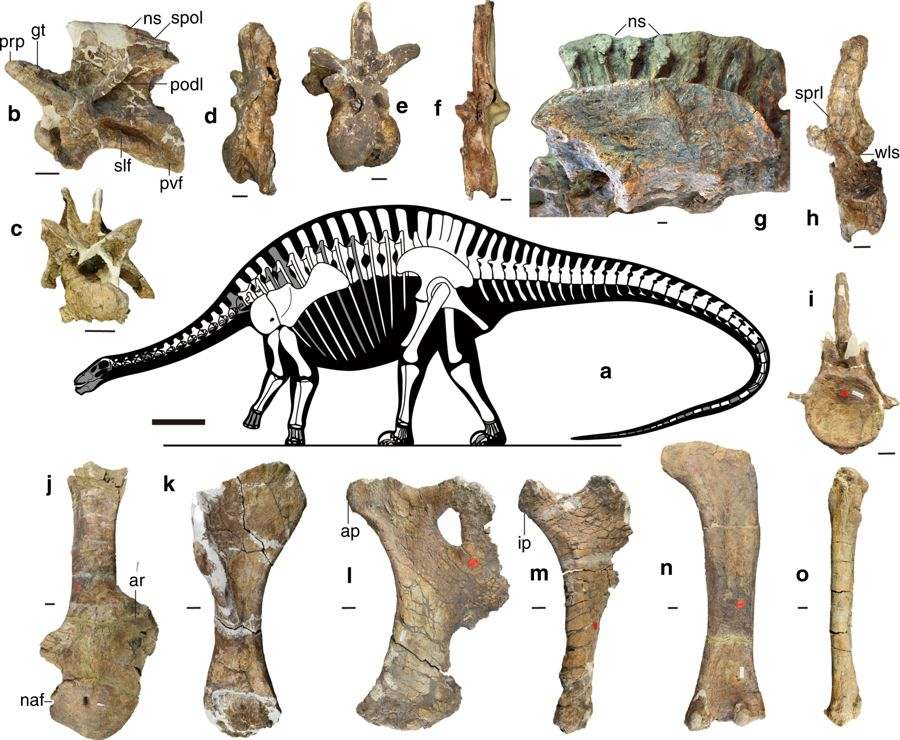
Lingwulong shenqi

Lingwulong shenqi is een plantenetende sauropode dinosauriër, behorend tot de Neosauropoda, die tijdens het middelste Jura leefde in het gebied van de huidige Volksrepubliek China.

## Vondst en naamgeving
In 2004 vond schaapsherder Ma Yun in het veld botten van dinosauriërs. Hij waarschuwde de lokale bestuurders Yang Huozhu en Liu Hongan. Dezen lieten in het voorjaar van 2005 beenderen zien aan dinosauriërexpert Xu Xing die daarop een team uitzond. Van 2005 af werden in twee groeven opgravingen verricht bij Ciyaopu, nabij Lingwu, in Ningxia Hui. Daarbij werden de resten gevonden van naar schatting zeven tot tien sauropode skeletten. De opgravingen en preparatie werden verricht door Wang Haijun, Xiang Lishi, He Sicai, Cao Renfang, Tang Zhilu en Tao Yu.
In 2018 benoemden en beschreven Xu Xing, Paul Upchurch, Philip D. Mannion, Paul M. Barrett, Omar R. Regalado-Fernandez, Mo Jinyou, Ma Jinfu en Liu Hongan de typesoort Lingwulong shenqi. De geslachtsnaam combineert een verwijzing naar Lingwu met het Mandarijn long, "draak". De soortaanduiding betekent "verbazingwekkend" in het Mandarijn, een verwijzing naar het onverwachte feit dat de soort tot de Dicraeosauridae behoorde die nooit eerder in het gebied waren gevonden en zeker niet in lagen van zulke hoge ouderdom. De beschrijving was voorlopig en een meer uitgebreide werd aangekondigd.
Het holotype, LM V001a, is gevonden in een laag van de Yananformatie die dateert uit het Toarcien - Bajocien, ongeveer 174 miljoen jaar oud. Het bestaat uit de achterkant van een schedel inclusief hersenpan met in de directe nabijheid ervan gevonden een reeks dentaire tanden die nog in hun oorspronkelijke positie lagen terwijl de onderkaken waarin ze zaten waren verdwenen. Het fossiel maakt deel uit van de collectie van het Lingwu Museum. Het paratype, LGP V001b is een gedeeltelijk skelet zonder schedel. Het omvat de achterste ruggenwervels, het heiligbeen, het bekken, de eerste staartwervel en stukken van de rechterachterpoot. Het is in zo'n positie gevonden dat het mogelijk is dat holotype en paratype van eenzelfde individu afkomstig zijn maar voorzichtigheidshalve werd daar niet van uitgegaan. Het is deel van de tentoonstelling van het Lingwu Geopark waarvan een hal over een groeve heen gebouwd is.
Tot de toegewezen specimina behoren IVPP V23704: weer een reeks van negenentwintig dentaire tanden in positie; LGP V002: een gedeeltelijk skelet zonder schedel omvattende wervels van de rug en staart, de schoudergordel, delen van de voorpoten en delen van het bekken; LGP V003: een skelet omvattende een vrijwel complete ruggengraat overgaand in het heiligbeen, de eerste twee staartwervels en beide darmbeenderen; LGP V004: een voorste halswervel, een voorste ruggenwervel en een rechterscheenbeen van een jong dier; LGP V005: een skelet omvattend het heiligbeen, het bekken en een reeks van vijfentwintig voorste en middelste staartwervels; en LGP V006: een skelet omvattende halswervels, stukken van de schouderbladen, de volledige ravenbeksbeenderen en delen van een voorpoot. Daarnaast zijn talrijke sauropode botten uit de groeven toegewezen.

## Beschrijving
Volgens een schatting van Xu in een persbericht werd Lingwulong ruim vijftien meter lang. De nek van het dier is minder gerekt dan bij andere sauropoden en van de lengte maakt de romp zo een groter deel uit. Die romp is ook erg hoog door een rugkam. Bij sauropoden zat het grootste deel van het volume in de romp en Lingwulong moet erg zwaar geweest zijn, enkele tientallen tonnen.
De beschrijvers stelden een aantal onderscheidende kenmerken vast. Het zijn autapomorfieën, unieke afgeleide eigenschappen. De voorste tak van het prefrontale is zijwaarts gericht. De bovenrand van de oogkas is sterk geornamenteerd door diepe lengtegroeven en bultjes. De lange assen van de vrije uiteinden van de tubera basilaria zijn naar voren en binnen gericht. Het uitsteeksel van het laterosfenoïde naar het postorbitale is overdwars lang, vijfmaal langer dan hoog. De achterhoofdknobbel is overdwars breed, 1,54 maal breder dan hoog. Bij de halswervels ligt op het zijvlak van de voorste gewrichtsuitsteeksels een rij bultjes. In de reeks van de middelste halswervels tot en met de voorste ruggenwervels hebben de gevorkte doornuitsteeksels bovenop een rond facet. Bij de voorste ruggenwervels draagt het zijuitsteeksel aan het uiteinde van de voorrand een klein naar voren en boven gericht uitsteeksel. Bij de voorste ruggenwervels zijn de gevorkte doornuitsteeksels om hun lengteas gewrongen. Bij de voorste staartwervels dragen de doornuitsteeksels driehoekige facetten die van de top naar het midden van het uitsteeksel lopen.

## Fylogenie
Lingwulong werd binnen de Diplodocoidea in de Dicraeosauridae geplaatst. Het zou dan de oudste bekende diplodocoïde zijn en zelfs de oudste neosauropode. Verborgen afstammingslijnen voor verwante groepen worden hierdoor met vijftien miljoen jaar verlengd. Deze plaatsing is problematisch. Enkele kenmerken van Lingwulong duiden op een meer basale positie buiten de Diplodocoidea. Zo zijn de kaken tongvormig in bovenaanzicht en lijken er maar weinig vervangingstanden per tandkas te zijn geweest. Als Lingwulong inderdaad een diplodocoïde is, moeten een meer rechthoekige kaakprofiel en een groter aantal vervangingstanden zich meerdere malen apart in de Diplodocoidea hebben ontwikkeld. Lingwulong wijkt van andere dicraeosauriden af door het ontbreken van de verlengde doornuitsteeksels van de halswervels, die zo typisch zijn voor de groep. Dat kan echter verklaard worden door een basale positie in de Dicraeosauridae die ook past bij zijn hoge ouderdom. De verlengde uitsteeksels zullen niet bij vroege leden van de groep aanwezig zijn geweest. Problematisch is dan weer dat de cladistische analyse in het beschrijvende artikel Lingwulong boven Suuwassea in de stamboom vond, zoals getoond door het volgende kladogram.
|  | Amargasaurus                                                        |
|  |                                                                     |
|  | \| \| Brachytrachelopan \| \| \| \| \| \| Dicraeosaurus \| \| \| \| |
|  |                                                                     |
|  | Brachytrachelopan                                                   |
|  |                                                                     |
|  | Dicraeosaurus                                                       |
|  |                                                                     |

|  | Brachytrachelopan |
|  |                   |
|  | Dicraeosaurus     |
|  |                   |

|  | Amargasaurus                                                        |
|  |                                                                     |
|  | \| \| Brachytrachelopan \| \| \| \| \| \| Dicraeosaurus \| \| \| \| |
|  |                                                                     |
|  | Brachytrachelopan                                                   |
|  |                                                                     |
|  | Dicraeosaurus                                                       |
|  |                                                                     |

|  | Brachytrachelopan |
|  |                   |
|  | Dicraeosaurus     |
|  |                   |

|  | Amargasaurus                                                        |
|  |                                                                     |
|  | \| \| Brachytrachelopan \| \| \| \| \| \| Dicraeosaurus \| \| \| \| |
|  |                                                                     |
|  | Brachytrachelopan                                                   |
|  |                                                                     |
|  | Dicraeosaurus                                                       |
|  |                                                                     |

|  | Brachytrachelopan |
|  |                   |
|  | Dicraeosaurus     |
|  |                   |

|  | Amargasaurus                                                        |
|  |                                                                     |
|  | \| \| Brachytrachelopan \| \| \| \| \| \| Dicraeosaurus \| \| \| \| |
|  |                                                                     |
|  | Brachytrachelopan                                                   |
|  |                                                                     |
|  | Dicraeosaurus                                                       |
|  |                                                                     |

|  | Brachytrachelopan |
|  |                   |
|  | Dicraeosaurus     |
|  |                   |

|  | Amargasaurus                                                        |
|  |                                                                     |
|  | \| \| Brachytrachelopan \| \| \| \| \| \| Dicraeosaurus \| \| \| \| |
|  |                                                                     |
|  | Brachytrachelopan                                                   |
|  |                                                                     |
|  | Dicraeosaurus                                                       |
|  |                                                                     |

|  | Brachytrachelopan |
|  |                   |
|  | Dicraeosaurus     |
|  |                   |

|  | Amargasaurus                                                        |
|  |                                                                     |
|  | \| \| Brachytrachelopan \| \| \| \| \| \| Dicraeosaurus \| \| \| \| |
|  |                                                                     |
|  | Brachytrachelopan                                                   |
|  |                                                                     |
|  | Dicraeosaurus                                                       |
|  |                                                                     |

|  | Brachytrachelopan |
|  |                   |
|  | Dicraeosaurus     |
|  |                   |

|  | Amargasaurus                                                        |
|  |                                                                     |
|  | \| \| Brachytrachelopan \| \| \| \| \| \| Dicraeosaurus \| \| \| \| |
|  |                                                                     |
|  | Brachytrachelopan                                                   |
|  |                                                                     |
|  | Dicraeosaurus                                                       |
|  |                                                                     |

|  | Brachytrachelopan |
|  |                   |
|  | Dicraeosaurus     |
|  |                   |

|  | Amargasaurus                                                        |
|  |                                                                     |
|  | \| \| Brachytrachelopan \| \| \| \| \| \| Dicraeosaurus \| \| \| \| |
|  |                                                                     |
|  | Brachytrachelopan                                                   |
|  |                                                                     |
|  | Dicraeosaurus                                                       |
|  |                                                                     |

|  | Brachytrachelopan |
|  |                   |
|  | Dicraeosaurus     |
|  |                   |

Het voorkomen van een diplodocoïde, in feite de eerste van goede resten bekende neosauropode uit Azië, in het vondstgebied weerspreekt de populaire East Asian Isolation Hypothesis die inhoudt dat in het vroege Jura Midden- en Oost-Azië van Laurasia geïsoleerd was geraakt door een diepe zeestraat ten westen van de Oeral. Die isolatie zou een geheel afwijkende fauna hebben opgeleverd waarbij onder de sauropoden de Mamenchisauridae gedomineerd zouden hebben. Lingwulong lijkt beter te passen bij een afgezwakte versie van deze hypothese die uitgaat van een late isolatie, gevolgd door het plaatselijk uitsterven van de diplodocoïden. Maar zelfs dit scenario wordt door de beschrijvers verworpen. Ze menen dat de Neosauropoda ook in het oosten van Azië leefden en dat hun afwezigheid bij opgravingen veroorzaakt is doordat die slechts een beperkte steekproef vormen van de werkelijke soortenrijkdom van het continent.